# Сфалерит

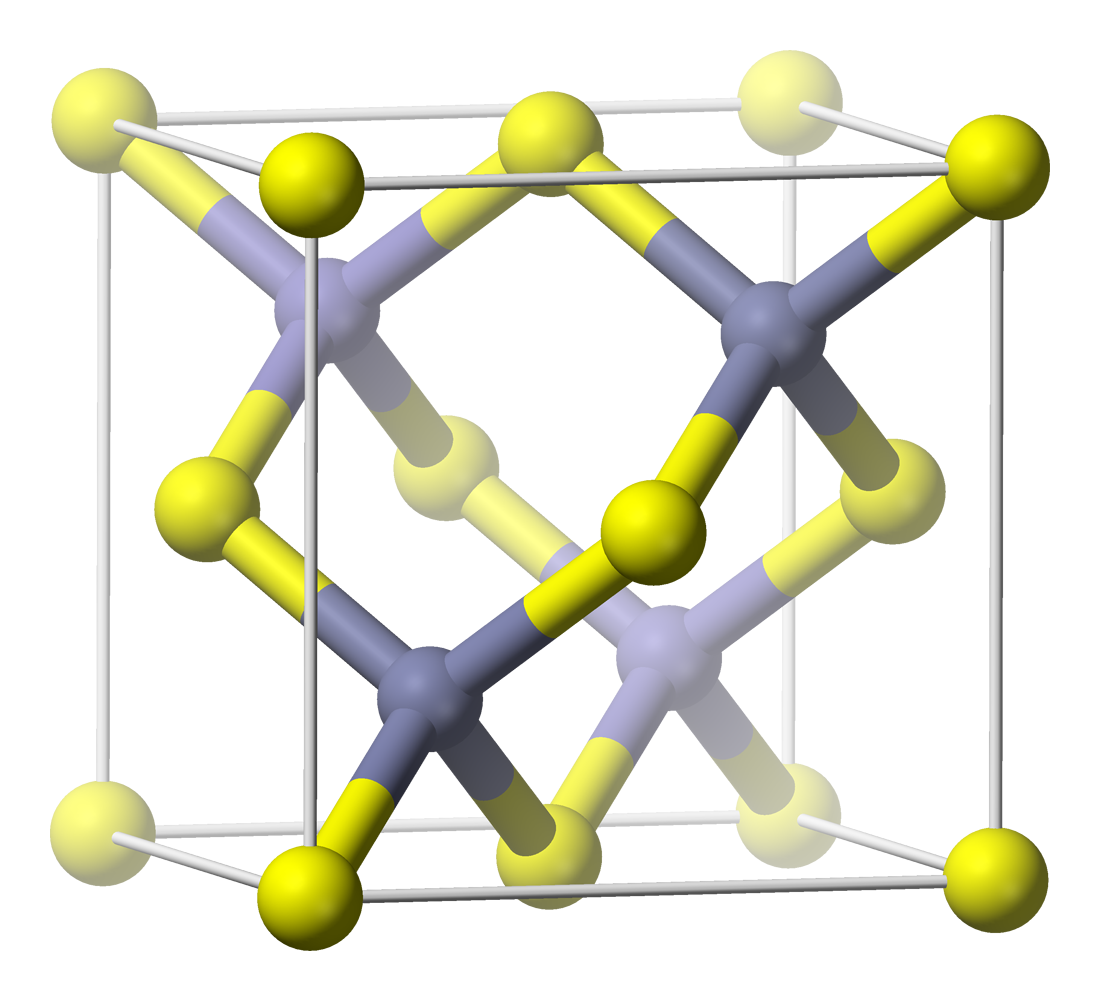
Структура кристалічної ґратки цинкової обманки

Сфалери́т (грец. ςφαλερος — оманливий, віроломний, син. цинкова обманка) — мінерал, природний сульфід цинку. Є головним рудним мінералом цинку. Група сфалериту.

## Етимологія та історія
Мінерал сульфіду цинку (ZnS), відомий з давніх часів, хоча в Європі не вміли добувати з нього метал. Цей факт, його схожість у деяких випадках з галенітом та його звична асоціація змусили Георгія Агріколу дати йому у своїй праці «Про природу корисних копалин» («De natura fossilium», Базель, 1546) назву galena inanis («некорисний галеніт»). Німецькі шахтарі в середньовіччі знали його як обманку.
Німецький геолог Ернст Фрідріх Глокер (1793–1858)  у 1847 році назвав мінерал на основі грецького слова sphaleros, що означає «оманливий», через складність ідентифікації мінералу, оскільки сфалерит має питому вагу та блиск металевої руди, але жодного металу з нього тривалий час не можна було видобути.

## Загальний опис
Сфалерит має формулу ZnS або (Zn, Fe)S. Хімічний склад: Zn — 67,1 %; S — 32,9 %. Домішки: Fe (до 26 %), Мn (до 8,4 %), Cd (до 9,2 %), In (до 2,5 %), Sn (до 2 %), Hg (до 35 %), Tl (до 1 %), Cu (до 15 %), Co, Ga, Ag. У різновидах з великим вмістом Fe під мікроскопом можна виявити включення піротину як продукту розпаду твердого розчину, інколи халькопіриту.

## Різновиди
Різновиди сфалериту:
- світлий або безбарвний, бідний залізом сфалерит — клейофан;
- високозалізистий чорний сфалерит — марматит;
- збагачений Cd червоний сфалерит — пршибраміт;
- білий, землистий, прихованокристалічний[6] порошкуватий сфалерит, що містить до 2 % Cd — брункіт.

Крім того, розрізняють:
- сфалерит залізистий (різновид сфалериту чорного кольору, що містить до 10 % Fe);
- сфалерит шкаралупистий (концентричношаруватий різновид сфалериту).

А також:
- цинкову обманку жовту (сфалерит);
- цинкову обманку печінкову (вольтцит — Zn5S4O);
- цинкову обманку променисту (загальна назва сфалериту та вюртциту);
- цинкову обманку темну (сфалерит);
- цинкову обманку шкаралупчасту (вюртцит).

## Кристалографія
Кристалізується в кубічній сингонії; вид симетрії гексатетраедричний 3L
4L
6P. Структурна комірка містить Zn4S4; алмазоподібна, в основі її тришарові пакети ZnS4-тетраедрів, мають спільні вершини (тобто кубічне надщільне пакування з атомів S, де половина тетраедричних порожнин зайнята атомами Zn).

### Агрегати і габітус

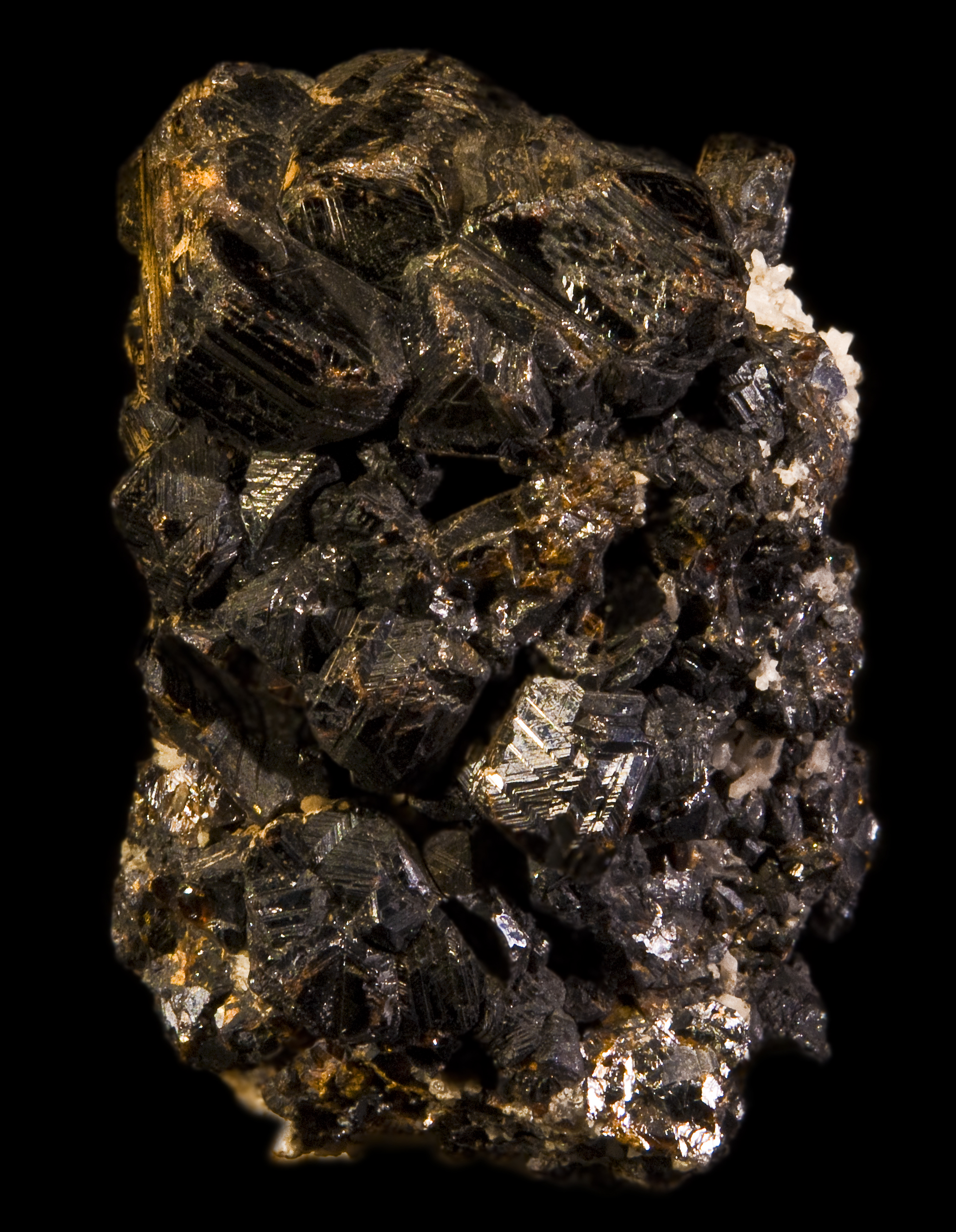
Сфалерит — Дальнєгорськ, Приморський край, Далекий Схід Росії (6.5x4cm)

Кристали сфалериту переважно тетраедричні або кубооктаедричні, рідше ромбододекаедричного або додекаедричного габітусу з головними формами {111}, {110} та {100}; часто зі штрихуванням, сходинками та спіралями зростання на гранях. Характерні двійники зростання по октаедру {111}, в т. ч. полісинтетичні двійники, які особливо добре проявляються при травленні під мікроскопом. Сфалерит утворює зернисті скупчення, інколи ооліти та концентрично зональні агрегати. Найбільш розповсюджені крупно- або дрібнозернисті агрегати зерен, рідше коломорфні шкаралупуваті агрегати, які за малюнком нагадують малахіт.

## Фізичні властивості
Колір чистих кристалів сфалериту найчастіше яскраво-коричневий до чорного. Також білий, але домішки заліза, які майже завжди присутні в сфалериті, зафарбовують його в жовті, сіро-коричневі, червоно-коричневі, або чорні кольори. Червоний сфалерит рудокопи назвали рубіновою обманкою, блідо-жовтий різновид отримав назву клейофан, а чорний (залізистий) — марматит. Відомі зовсім безбарвні різновиди. Незалежно від кольору мінералу його риса біла або світло-жовта. Блиск темних різновидів напівметалічний, або металічний, коричневі, жовті і червоні різновиди на гранях мають алмазний блиск, на зламі — смоляний. Темний сфалерит непрозорий, світлий — просвічує в тонких пластинках. Твердість 3—4. Густина 3,9—4. Крихкий.

## Утворення і родовища
Утворюється в широкому діапазоні гідротермальних умов від низьких до високих температур. Зокрема, у вугіллі, вапняку та інших осадових відкладеннях.
Сфалерит утворюється в гідротермальних жилах разом з галенітом, над яким завжди кількісно переважає. Інколи зустрічається в скарнових родовищах.
Деякі родовища виникли у зв'язку з осадовими процесами.
Зустрічається в гідротермальних свинцево-цинкових родовищах у парагенезисі з галенітом, піритом, марказитом, халькопіритом, піротином, смітсонітом, бляклими рудами, борнітом та ін. Дуже поширений у колчеданних родовищах разом з халькопіритом. Відомий також серед осадових утворень. Сфалерит — головне джерело отримання Cd, In, Ga.
Майже 50 % усього видобутку цинку дають свинцево-цинкові родовища, які залягають у карбонатних товщах (вапняках і доломітах), де сфалерит зустрічається разом з галенітом і піритом. До них належать родовища хребта Каратау в Середній Азії, родовища Польщі (Олькуш, Ожел Бяли), штату Міссурі в США та ін.
Знахідки: У США — штати Міссісіпі, Оклахома, Міссурі, Колорадо. Кьоленґрунд, Розтоки (Чехія), Урал (РФ), у Німеччині — поблизу Фрайберга, Саксонія і Нойдорфа, гори Гарц. Долина Біннталь, Швейцарія кантон Вале. Поблизу м. Горні Славков, Чехія. Гірський хребет
Пікос-де-Европа також провінція Кантабрія на півночі Іспанії. В Англії, на території громади Алстон Мур, графство Камбрія. В околицях м. Дальнєгорськ, Приморський край, Росія. На Юконі, Канада. У Мексиці — штати Чіуауа, Кананеа та Сонора. Копальня Уарон, шахта Касапалька, провінція Уарочірі, регіон Ліма, Перу. В Україні зустрічається у Причорномор'ї, на Поділлі, Закарпатті, Подніпров'ї (Чернігів-Полтава), на Донбасі, у Кривбасі.

## Переробка і практичне значення
Основний метод збагачення сфалериту — флотація. Зі сфалериту виплавляють металевий цинк Zn. Попутно рідкісні метали: Cd, In, Ga. Сфалерит використовують в лакофарбовому виробництві для виготовлення цинкових білил. Велике значення має отримання з природного сфалериту хімічно чистого ZnS, який застосовується як люмінофор.
Як правило розробляються багаті руди з вмістом цинку 8—10 %, але для дуже великих родовищ цей вміст може бути знижений.